# ラストサマー3
『ラストサマー3』（原題: I'll Always Know What You Did Last Summer）は、2006年のアメリカ映画。劇場公開はされず、ビデオ映画として発売された。『ラストサマー2』の続編であるが、ストーリーの繋がりは薄く（前作から10年後の設定）、キャラクター・キャストも一新されている。また殺人鬼フィッシャーマンも前作の設定と異なり不死身的要素が含まれている。

## ストーリー
遊園地で遊んでいた若者たちにあのフィッシャーマンが襲い掛かる。遊園地内がパニックに陥るが実は若者達が仕組んだ狂言だった。だが、仲間の一人が誤って死んでしまい、皆は発覚するのを恐れ封印しようと決める。が、1年後にあの脅迫状が皆に届き一人、また一人殺されていく。

## キャスト
| 役                                 | 俳優                         | 吹替（DVD） |
| ---------------------------------- | ---------------------------- | ----------- |
| アンバー                           | ブルック・ネヴィン           | 宮島依里    |
| コルビー                           | デヴィッド・パートコー       | 加瀬康之    |
| ゾーイ                             | トーレイ・デヴィート         | 葛城七穂    |
| ランス                             | ベン・イースター             | 神奈延年    |
| シェリフ・ジョン・ハフナー         | K・C・クライド               | 清水明彦    |
| ロジャー                           | セス・パッカード             | 伊丸岡篤    |
| P・J・デイヴィス                   | クレイ・テイラー             |             |
| シェリフ・デイヴィス               | マイケル・フリン             | 谷口節      |
| キム                               | ブリット・ニコール・リアリー |             |
| フィッシャーマンことベン・ウィリス | ドン・シャンクス             | -           |

- その他の声の吹き替え：根本泰彦／堀越省之助／森夏姫／世戸さおり

## スタッフ
- 製作総指揮：ジェファーソン・リチャード
- 製作：アマンダ・コーエン、エリク・フェイグ、ナンシー・カーフォッファー、ニール・H・モリッツ
- 監督：シルヴァン・ホワイト
- 原作：ロイス・ダンカン
- 脚本：マイケル・D・ウェイス
- 撮影：スティーブン・M・カッツ
- 美術：エリック・ウェイラー
- 音楽：ジャスティン・ケイン・バーネット
- 衣装：エイミー・ジーン・ロバーツ